# Was du Liebe nennst
Was du Liebe nennst ist ein Lied des deutschen Rappers Bausa. Es wurde am 1. September 2017 als Single veröffentlicht und ist auf seinem Mixtape Powerbausa enthalten.

## Musikvideo
Das Musikvideo zu Was du Liebe nennst wurde am 3. Oktober 2017 veröffentlicht. Regie führte Adal Giorgis. Das Budget des Videos betrug 40.000 Euro und ist Rap.de zufolge eine Hommage an das Musikvideo Wyclef Jean des US-amerikanischen Rappers Young Thug. Ein Teil des Videos wurde auf dem Golf-Resort Berlin-Pankow gedreht. Das Video hat auf YouTube mehr als 180 Millionen Aufrufe (Stand: Mai 2025).

## Mitwirkende
| Liedproduktion - Julian Otto: Komponist, Liedtexter - David Kraft (The Cratez): Komponist - Tim Wilke (The Cratez): Komponist - Jonas Lang (Jugglerz): Komponist - Joachim Piehl (Jugglerz): Komponist - Martin Willumeit (Jugglerz): Komponist - Lex Barkey: Mixing, Mastering | Musikvideo - Adal Giorgis: Regisseur - Kevin Stemberger: Kameramann - Fati.TV: Kameramann - Deveroe Langston: Animation, Compositing Unternehmen - 1TAKE Films: Videoproduktion - Downbeat Records: Musiklabel - Warner Music Group: Vertrieb |

## Rezeption

### Chartplatzierungen
Was du Liebe nennst stieg am 6. Oktober 2017 auf Platz 51 der deutschen Singlecharts ein. In der darauffolgenden Woche erreichte es Platz eins und legte somit den größten Sprung auf Platz eins in der Chartgeschichte hin. Es konnte sich bis zum 1. Dezember kontinuierlich auf der eins halten, bis es von Ed Sheeran mit Perfect abgelöst wurde. Mitte Februar konnte das Lied erneut die eins erreichen, nachdem Bausa sein erstes Mixtape Powerbausa veröffentlicht hat. Insgesamt hielt es sich neun Wochen an der Spitze der deutschen Singlecharts und wurde somit der am häufigsten an der Spitze platzierte deutschsprachige Hip-Hop-Song aller Zeiten. In Österreich stieg das Lied in der 42. Kalenderwoche auf Platz 18 der österreichischen Singlecharts ein. In den darauffolgenden Wochen kletterte es auf die fünf und auf die zwei, bevor es am 10. November die Spitze der Singlecharts erreicht hat. Das Lied konnte sich mit einer Unterbrechung an Weihnachten 2017 kontinuierlich an der Spitze der Charts halten. Insgesamt war es zehn Wochen auf der eins.
In den deutschen Single-Jahrescharts 2018 belegte Was du Liebe nennst Platz drei.
| ChartsChartplatzierungen | Höchstplatzierung | Wochen |
| ------------------------ | ----------------- | ------ |
| Deutschland (GfK)        | 1 (65 Wo.)        | 65     |
| Österreich (Ö3)          | 1 (37 Wo.)        | 37     |
| Schweiz (IFPI)           | 4 (35 Wo.)        | 35     |

| ChartsJahrescharts (2017) | Platzierung |
| ------------------------- | ----------- |
| Deutschland (GfK)         | 8           |
| Österreich (Ö3)           | 14          |

| ChartsJahrescharts (2018) | Platzierung |
| ------------------------- | ----------- |
| Deutschland (GfK)         | 3           |
| Österreich (Ö3)           | 21          |
| Schweiz (IFPI)            | 39          |

| ChartsJahrescharts (2010–2019) | Platzierung |
| ------------------------------ | ----------- |
| Österreich (Ö3)                | 47          |

Auf der Streaming-Plattform Spotify verzeichnet der Song mehr als 268 Millionen Streams (Stand: Mai 2025), womit er Platz sechs der meistgestreamten deutschsprachigen Lieder auf Spotify belegt.

### Auszeichnungen für Musikverkäufe
Die Single ist der erste deutsche Rapsong, der mit einer Million Einheiten Diamantstatus erreichen konnte und mit über 1,6 Millionen Verkäufen die zweitmeistverkaufte deutschsprachige Rapsingle hinter Roller von Apache 207. Darüber hinaus zählt die Single zu den meistverkauften Singles und meistverkauften Rapsongs des Landes.
| Land/Region        | Auszeichnungen für Musikverkäufe (Land/Region, Auszeichnung, Verkäufe) | Verkäufe  |
| ------------------ | ---------------------------------------------------------------------- | --------- |
| Deutschland (BVMI) | 4× Platin                                                              | 1.600.000 |
| Österreich (IFPI)  | 3× Platin                                                              | 90.000    |
| Schweiz (IFPI)     | 2× Platin                                                              | 40.000    |
| Insgesamt          | 9× Platin ·                                                            | 1.730.000 |

## Coverversionen
Der russische Rapper Allj und die kosovarische Sängerin Era Istrefi haben eine Neuauflage des Titels in russischer und englischer Sprache aufgenommen. Das Video zum Lied hat auf YouTube mehr als 113 Millionen Streams (Stand: Dezember 2024).
Am 28. Februar 2020 veröffentlichte der schwedischsprachige Musiker Newkid eine Version in schwedischer Sprache mit dem Namen Över dig. Bausa, The Cratez und Jugglerz wirkten dort als Produzenten mit. Die Single wurde in Schweden für 80.000 Verkäufe mit einer Platinschallplatte ausgezeichnet.
Im Juli 2021 veröffentlichten die Musiker HVME, 24kGoldn und Quavo zusammen ihre Version unter dem Titel Alright.
2018 hat die deutsche Metalcoreband Callejon ein Cover des Lieds veröffentlicht.